# NK Vijfkamp Ereklasse 2018 (Wedstrijden Poule B)
De wedstrijden in de poulefase van het Nederlands kampioenschap Biljartvijfkamp Ereklasse 2018 werden gespeeld van 28 tot en met 30 maart in Berlicum.
Er werd gespeeld in twee poules van vier spelers. In poule B wisten Raymund Swertz en Jos Bongers zich te kwalificeren voor de kruisfinale.

## Poule B

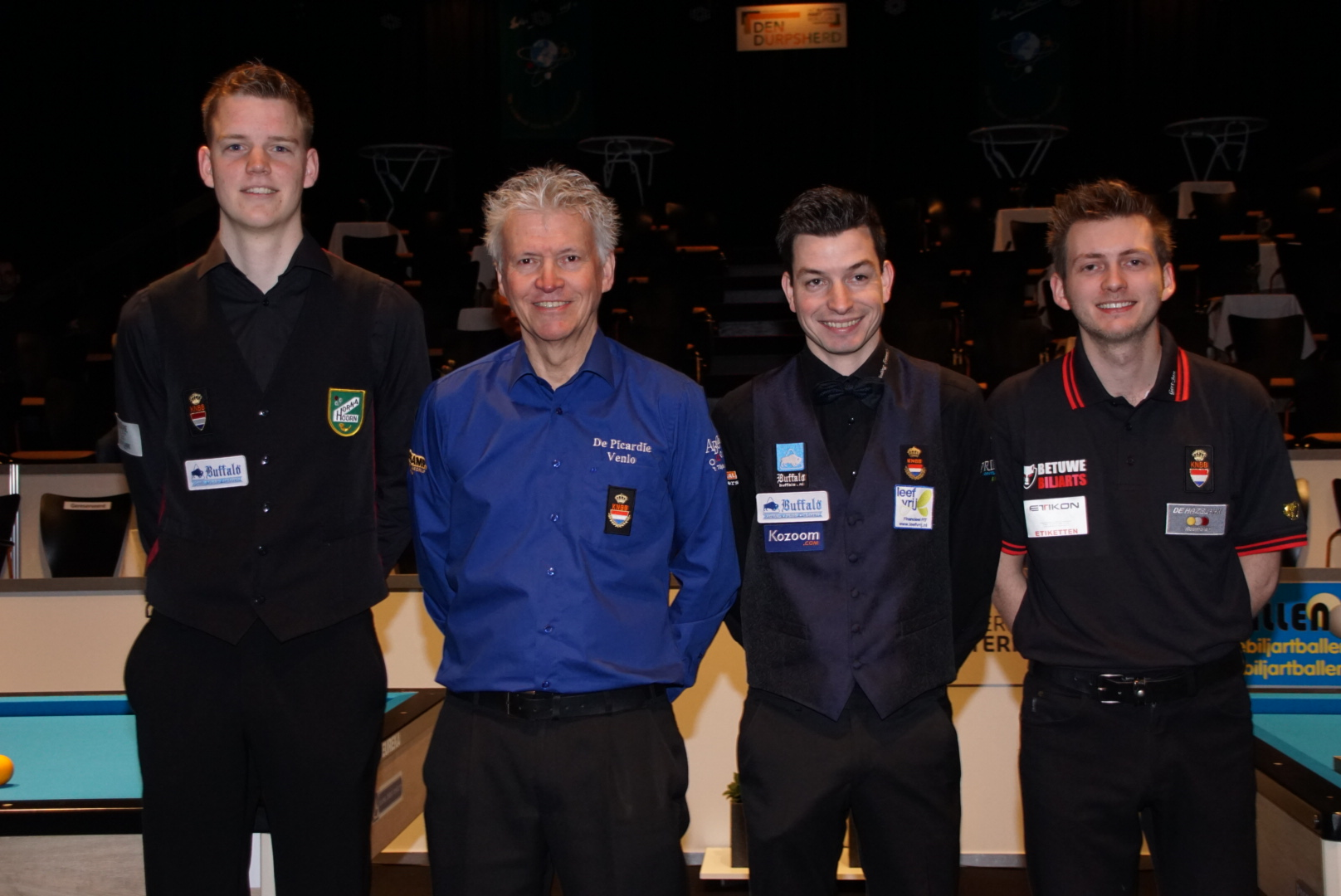
V.l.n.r: Sam van Etten, Jos Bongers, Raymund Swertz en Gert-Jan Veldhuizen.

### Ronde 1 - 28 maart 2018
| Vijfkamp 2018 – Poule B - Ronde 1 A | Vijfkamp 2018 – Poule B - Ronde 1 A | Vijfkamp 2018 – Poule B - Ronde 1 A | Vijfkamp 2018 – Poule B - Ronde 1 A | Vijfkamp 2018 – Poule B - Ronde 1 A | Vijfkamp 2018 – Poule B - Ronde 1 A | Vijfkamp 2018 – Poule B - Ronde 1 A | Vijfkamp 2018 – Poule B - Ronde 1 A | Vijfkamp 2018 – Poule B - Ronde 1 A | Vijfkamp 2018 – Poule B - Ronde 1 A | Vijfkamp 2018 – Poule B - Ronde 1 A | Vijfkamp 2018 – Poule B - Ronde 1 A | Vijfkamp 2018 – Poule B - Ronde 1 A | Vijfkamp 2018 – Poule B - Ronde 1 A | 1 - 1               |
| SPELSOORT                           | SPELER                              | PP                                  | CAR                                 | MOY                                 | HS                                  | PROP                                | BRT                                 | PROP                                | HS                                  | MOY                                 | CAR                                 | PP                                  | SPELER                              |                     |
| ----------------------------------- | ----------------------------------- | ----------------------------------- | ----------------------------------- | ----------------------------------- | ----------------------------------- | ----------------------------------- | ----------------------------------- | ----------------------------------- | ----------------------------------- | ----------------------------------- | ----------------------------------- | ----------------------------------- | ----------------------------------- | ------------------- |
| Libre                               |                                     | 2                                   | 300                                 | 300,00                              | 300                                 | 300,00                              | 1                                   | 300,00                              | 300                                 | 300,00                              | 300                                 | 2                                   |                                     | Libre               |
| Ankerkader 47/2                     | 2                                   | 200                                 | 100,00                              | 122                                 | 225,00                              | 2                                   | 99,00                               | 83                                  | 44,00                               | 88                                  | 0                                   | Ankerkader 47/2                     |                                     |                     |
| Ankerkader 71/2                     | 2                                   | 150                                 | 25,00                               | 115                                 | 90,00                               | 6                                   | 79,20                               | 77                                  | 22,00                               | 132                                 | 0                                   | Ankerkader 71/2                     |                                     |                     |
| Bandstoten                          | 0                                   | 71                                  | 5,91                                | 31                                  | 76,08                               | 12                                  | 107,16                              | 51                                  | 8,33                                | 100                                 | 2                                   | Bandstoten                          |                                     |                     |
| Driebanden                          | 0                                   | 19                                  | 0,513                               | 3                                   | 46,21                               | 37                                  | 72,97                               | 4                                   | 0,810                               | 30                                  | 2                                   | Driebanden                          |                                     |                     |
| Sam van Etten                       | Sam van Etten                       | Sam van Etten                       | PROPMOY                             | PROPMOY                             |                                     | UITSLAG                             | UITSLAG                             | UITSLAG                             |                                     | PROPMOY                             | PROPMOY                             | Jos Bongers                         | Jos Bongers                         | Jos Bongers         |
| Sam van Etten                       | Sam van Etten                       | Sam van Etten                       | 111,85                              | 111,85                              | 6-6                                 | 6-6                                 | 6-6                                 | 91,46                               | 91,46                               |                                     |                                     | Jos Bongers                         | Jos Bongers                         | Jos Bongers         |
| Vijfkamp 2018 – Poule B - Ronde 1 B | Vijfkamp 2018 – Poule B - Ronde 1 B | Vijfkamp 2018 – Poule B - Ronde 1 B | Vijfkamp 2018 – Poule B - Ronde 1 B | Vijfkamp 2018 – Poule B - Ronde 1 B | Vijfkamp 2018 – Poule B - Ronde 1 B | Vijfkamp 2018 – Poule B - Ronde 1 B | Vijfkamp 2018 – Poule B - Ronde 1 B | Vijfkamp 2018 – Poule B - Ronde 1 B | Vijfkamp 2018 – Poule B - Ronde 1 B | Vijfkamp 2018 – Poule B - Ronde 1 B | Vijfkamp 2018 – Poule B - Ronde 1 B | Vijfkamp 2018 – Poule B - Ronde 1 B | Vijfkamp 2018 – Poule B - Ronde 1 B | 2 - 0               |
| SPELSOORT                           | SPELER                              | PP                                  | CAR                                 | MOY                                 | HS                                  | PROP                                | BRT                                 | PROP                                | HS                                  | MOY                                 | CAR                                 | PP                                  | SPELER                              |                     |
| Libre                               |                                     | 2                                   | 300                                 | 300,00                              | 300                                 | 300,00                              | 1                                   | 300,00                              | 105                                 | 105,00                              | 105                                 | 0                                   |                                     | Libre               |
| Ankerkader 47/2                     | 2                                   | 200                                 | 200,00                              | 200                                 | 450,00                              | 1                                   | 94,50                               | 42                                  | 42,00                               | 42                                  | 0                                   | Ankerkader 47/2                     |                                     |                     |
| Ankerkader 71/2                     | 0                                   | 37                                  | 12,33                               | 24                                  | 44,40                               | 3                                   | 180,00                              | 150                                 | 50,00                               | 150                                 | 2                                   | Ankerkader 71/2                     |                                     |                     |
| Bandstoten                          | 2                                   | 100                                 | 11,11                               | 84                                  | 142,88                              | 9                                   | 60,01                               | 17                                  | 4,66                                | 42                                  | 0                                   | Bandstoten                          |                                     |                     |
| Driebanden                          | 2                                   | 30                                  | 0,937                               | 3                                   | 84,37                               | 32                                  | 30,93                               | 2                                   | 0,343                               | 11                                  | 0                                   | Driebanden                          |                                     |                     |
| Raymund Swertz                      | Raymund Swertz                      | Raymund Swertz                      | PROPMOY                             | PROPMOY                             |                                     | UITSLAG                             | UITSLAG                             | UITSLAG                             |                                     | PROPMOY                             | PROPMOY                             | Gert-Jan Veldhuizen                 | Gert-Jan Veldhuizen                 | Gert-Jan Veldhuizen |
| Raymund Swertz                      | Raymund Swertz                      | Raymund Swertz                      | 204,33                              | 204,33                              | 8-2                                 | 8-2                                 | 8-2                                 | 94,08                               | 94,08                               |                                     |                                     | Gert-Jan Veldhuizen                 | Gert-Jan Veldhuizen                 | Gert-Jan Veldhuizen |

#### Ronde 2 - 28 en 29 maart 2018
| Vijfkamp 2018 – Poule B - Ronde 2 A | Vijfkamp 2018 – Poule B - Ronde 2 A | Vijfkamp 2018 – Poule B - Ronde 2 A | Vijfkamp 2018 – Poule B - Ronde 2 A | Vijfkamp 2018 – Poule B - Ronde 2 A | Vijfkamp 2018 – Poule B - Ronde 2 A | Vijfkamp 2018 – Poule B - Ronde 2 A | Vijfkamp 2018 – Poule B - Ronde 2 A | Vijfkamp 2018 – Poule B - Ronde 2 A | Vijfkamp 2018 – Poule B - Ronde 2 A | Vijfkamp 2018 – Poule B - Ronde 2 A | Vijfkamp 2018 – Poule B - Ronde 2 A | Vijfkamp 2018 – Poule B - Ronde 2 A | Vijfkamp 2018 – Poule B - Ronde 2 A | 2 - 0               |
| SPELSOORT                           | SPELER                              | PP                                  | CAR                                 | MOY                                 | HS                                  | PROP                                | BRT                                 | PROP                                | HS                                  | MOY                                 | CAR                                 | PP                                  | SPELER                              |                     |
| ----------------------------------- | ----------------------------------- | ----------------------------------- | ----------------------------------- | ----------------------------------- | ----------------------------------- | ----------------------------------- | ----------------------------------- | ----------------------------------- | ----------------------------------- | ----------------------------------- | ----------------------------------- | ----------------------------------- | ----------------------------------- | ------------------- |
| Libre                               |                                     | 0                                   | 129                                 | 129,00                              | 129                                 | 129,00                              | 1                                   | 300,00                              | 300                                 | 300,00                              | 300                                 | 2                                   |                                     | Libre               |
| Ankerkader 47/2                     | 2                                   | 200                                 | 100,00                              | 134                                 | 225,00                              | 2                                   | 79,87                               | 61                                  | 35,50                               | 71                                  | 0                                   | Ankerkader 47/2                     |                                     |                     |
| Ankerkader 71/2                     | 0                                   | 85                                  | 14,16                               | 57                                  | 51,00                               | 6                                   | 90,00                               | 96                                  | 25,00                               | 150                                 | 2                                   | Ankerkader 71/2                     |                                     |                     |
| Bandstoten                          | 2                                   | 100                                 | 7,14                                | 30                                  | 91,85                               | 14                                  | 83,59                               | 29                                  | 6,50                                | 91                                  | 0                                   | Bandstoten                          |                                     |                     |
| Driebanden                          | 2                                   | 30                                  | 0,714                               | 4                                   | 64,28                               | 42                                  | 62,14                               | 5                                   | 0,690                               | 29                                  | 0                                   | Driebanden                          |                                     |                     |
| Jos Bongers                         | Jos Bongers                         | Jos Bongers                         | PROPMOY                             | PROPMOY                             |                                     | UITSLAG                             | UITSLAG                             | UITSLAG                             |                                     | PROPMOY                             | PROPMOY                             | Gert-Jan Veldhuizen                 | Gert-Jan Veldhuizen                 | Gert-Jan Veldhuizen |
| Jos Bongers                         | Jos Bongers                         | Jos Bongers                         | 112,22                              | 112,22                              | 6-4                                 | 6-4                                 | 6-4                                 | 123,12                              | 123,12                              |                                     |                                     | Gert-Jan Veldhuizen                 | Gert-Jan Veldhuizen                 | Gert-Jan Veldhuizen |
| Vijfkamp 2018 – Poule B - Ronde 2 B | Vijfkamp 2018 – Poule B - Ronde 2 B | Vijfkamp 2018 – Poule B - Ronde 2 B | Vijfkamp 2018 – Poule B - Ronde 2 B | Vijfkamp 2018 – Poule B - Ronde 2 B | Vijfkamp 2018 – Poule B - Ronde 2 B | Vijfkamp 2018 – Poule B - Ronde 2 B | Vijfkamp 2018 – Poule B - Ronde 2 B | Vijfkamp 2018 – Poule B - Ronde 2 B | Vijfkamp 2018 – Poule B - Ronde 2 B | Vijfkamp 2018 – Poule B - Ronde 2 B | Vijfkamp 2018 – Poule B - Ronde 2 B | Vijfkamp 2018 – Poule B - Ronde 2 B | Vijfkamp 2018 – Poule B - Ronde 2 B | 2 - 0               |
| SPELSOORT                           | SPELER                              | PP                                  | CAR                                 | MOY                                 | HS                                  | PROP                                | BRT                                 | PROP                                | HS                                  | MOY                                 | CAR                                 | PP                                  | SPELER                              |                     |
| Libre                               |                                     | 2                                   | 300                                 | 300,00                              | 300                                 | 300,00                              | 1                                   | 5,00                                | 5                                   | 5,00                                | 2                                   | 0                                   |                                     | Libre               |
| Ankerkader 47/2                     | 2                                   | 200                                 | 66,66                               | 122                                 | 150,00                              | 3                                   | 57,75                               | 60                                  | 25,66                               | 77                                  | 0                                   | Ankerkader 47/2                     |                                     |                     |
| Ankerkader 71/2                     | 0                                   | 7                                   | 3,50                                | 6                                   | 12,60                               | 2                                   | 270                                 | 96                                  | 75,00                               | 150                                 | 2                                   | Ankerkader 71/2                     |                                     |                     |
| Bandstoten                          | 2                                   | 100                                 | 20,00                               | 55                                  | 257,20                              | 5                                   | 133,74                              | 44                                  | 10,40                               | 52                                  | 0                                   | Bandstoten                          |                                     |                     |
| Driebanden                          | 2                                   | 30                                  | 1,304                               | 5                                   | 117,39                              | 23                                  | 46,95                               | 2                                   | 0,521                               | 12                                  | 0                                   | Driebanden                          |                                     |                     |
| Raymund Swertz                      | Raymund Swertz                      | Raymund Swertz                      | PROPMOY                             | PROPMOY                             |                                     | UITSLAG                             | UITSLAG                             | UITSLAG                             |                                     | PROPMOY                             | PROPMOY                             | Sam van Etten                       | Sam van Etten                       | Sam van Etten       |
| Raymund Swertz                      | Raymund Swertz                      | Raymund Swertz                      | 167,43                              | 167,43                              | 8-2                                 | 8-2                                 | 8-2                                 | 102,68                              | 102,68                              |                                     |                                     | Sam van Etten                       | Sam van Etten                       | Sam van Etten       |

### Ronde 3 - 29 en 30 maart 2018
| Vijfkamp 2018 – Poule B - Ronde 3 A | Vijfkamp 2018 – Poule B - Ronde 3 A | Vijfkamp 2018 – Poule B - Ronde 3 A | Vijfkamp 2018 – Poule B - Ronde 3 A | Vijfkamp 2018 – Poule B - Ronde 3 A | Vijfkamp 2018 – Poule B - Ronde 3 A | Vijfkamp 2018 – Poule B - Ronde 3 A | Vijfkamp 2018 – Poule B - Ronde 3 A | Vijfkamp 2018 – Poule B - Ronde 3 A | Vijfkamp 2018 – Poule B - Ronde 3 A | Vijfkamp 2018 – Poule B - Ronde 3 A | Vijfkamp 2018 – Poule B - Ronde 3 A | Vijfkamp 2018 – Poule B - Ronde 3 A | Vijfkamp 2018 – Poule B - Ronde 3 A | 2 - 0               |
| SPELSOORT                           | SPELER                              | PP                                  | CAR                                 | MOY                                 | HS                                  | PROP                                | BRT                                 | PROP                                | HS                                  | MOY                                 | CAR                                 | PP                                  | SPELER                              |                     |
| ----------------------------------- | ----------------------------------- | ----------------------------------- | ----------------------------------- | ----------------------------------- | ----------------------------------- | ----------------------------------- | ----------------------------------- | ----------------------------------- | ----------------------------------- | ----------------------------------- | ----------------------------------- | ----------------------------------- | ----------------------------------- | ------------------- |
| Libre                               |                                     | 2                                   | 300                                 | 300,00                              | 300                                 | 300,00                              | 1                                   | 131,00                              | 131                                 | 131,00                              | 131                                 | 0                                   |                                     | Libre               |
| Ankerkader 47/2                     | 2                                   | 200                                 | 200,00                              | 200                                 | 450,00                              | 1                                   | 108,00                              | 48                                  | 48,00                               | 48                                  | 0                                   | Ankerkader 47/2                     |                                     |                     |
| Ankerkader 71/2                     | 2                                   | 150                                 | 30,00                               | 91                                  | 108,00                              | 5                                   | 66,96                               | 52                                  | 18,60                               | 93                                  | 0                                   | Ankerkader 71/2                     |                                     |                     |
| Bandstoten                          | 2                                   | 100                                 | 16,66                               | 30                                  | 214,33                              | 6                                   | 111,45                              | 20                                  | 8,66                                | 52                                  | 0                                   | Bandstoten                          |                                     |                     |
| Driebanden                          | 2                                   | 30                                  | 0,967                               | 4                                   | 87,09                               | 31                                  | 52,25                               | 4                                   | 0,580                               | 18                                  | 0                                   | Driebanden                          |                                     |                     |
| Sam van Etten                       | Sam van Etten                       | Sam van Etten                       | PROPMOY                             | PROPMOY                             |                                     | UITSLAG                             | UITSLAG                             | UITSLAG                             |                                     | PROPMOY                             | PROPMOY                             | Gert-Jan Veldhuizen                 | Gert-Jan Veldhuizen                 | Gert-Jan Veldhuizen |
| Sam van Etten                       | Sam van Etten                       | Sam van Etten                       | 231,88                              | 231,88                              | 10-0                                | 10-0                                | 10-0                                | 93,93                               | 93,93                               |                                     |                                     | Gert-Jan Veldhuizen                 | Gert-Jan Veldhuizen                 | Gert-Jan Veldhuizen |
| Vijfkamp 2018 – Poule B - Ronde 3 B | Vijfkamp 2018 – Poule B - Ronde 3 B | Vijfkamp 2018 – Poule B - Ronde 3 B | Vijfkamp 2018 – Poule B - Ronde 3 B | Vijfkamp 2018 – Poule B - Ronde 3 B | Vijfkamp 2018 – Poule B - Ronde 3 B | Vijfkamp 2018 – Poule B - Ronde 3 B | Vijfkamp 2018 – Poule B - Ronde 3 B | Vijfkamp 2018 – Poule B - Ronde 3 B | Vijfkamp 2018 – Poule B - Ronde 3 B | Vijfkamp 2018 – Poule B - Ronde 3 B | Vijfkamp 2018 – Poule B - Ronde 3 B | Vijfkamp 2018 – Poule B - Ronde 3 B | Vijfkamp 2018 – Poule B - Ronde 3 B | 1 - 1               |
| SPELSOORT                           | SPELER                              | PP                                  | CAR                                 | MOY                                 | HS                                  | PROP                                | BRT                                 | PROP                                | HS                                  | MOY                                 | CAR                                 | PP                                  | SPELER                              |                     |
| Libre                               |                                     | 0                                   | 0                                   | -                                   | -                                   | -                                   | 2                                   | 150,00                              | 201                                 | 150,00                              | 300                                 | 2                                   |                                     | Libre               |
| Ankerkader 47/2                     | 1                                   | 200                                 | 66,66                               | 70                                  | 150,00                              | 3                                   | 150,00                              | 125                                 | 66,66                               | 200                                 | 1                                   | Ankerkader 47/2                     |                                     |                     |
| Ankerkader 71/2                     | 0                                   | 115                                 | 16,42                               | 41                                  | 59,14                               | 7                                   | 77,14                               | 70                                  | 21,42                               | 150                                 | 2                                   | Ankerkader 71/2                     |                                     |                     |
| Bandstoten                          | 2                                   | 100                                 | 20,00                               | 70                                  | 257,20                              | 5                                   | 38,58                               | 9                                   | 3,00                                | 15                                  | 0                                   | Bandstoten                          |                                     |                     |
| Driebanden                          | 2                                   | 30                                  | 1,111                               | 6                                   | 100,00                              | 27                                  | 76,66                               | 5                                   | 0,851                               | 23                                  | 0                                   | Driebanden                          |                                     |                     |
| Raymund Swertz                      | Raymund Swertz                      | Raymund Swertz                      | PROPMOY                             | PROPMOY                             |                                     | UITSLAG                             | UITSLAG                             | UITSLAG                             |                                     | PROPMOY                             | PROPMOY                             | Jos Bongers                         | Jos Bongers                         | Jos Bongers         |
| Raymund Swertz                      | Raymund Swertz                      | Raymund Swertz                      | 113,26                              | 113,26                              | 5-5                                 | 5-5                                 | 5-5                                 | 98,47                               | 98,47                               |                                     |                                     | Jos Bongers                         | Jos Bongers                         | Jos Bongers         |

## Eindstand Poule B
| EINDSTAND NK BILJARTVIJFKAMP - POULE B | EINDSTAND NK BILJARTVIJFKAMP - POULE B | EINDSTAND NK BILJARTVIJFKAMP - POULE B | EINDSTAND NK BILJARTVIJFKAMP - POULE B | EINDSTAND NK BILJARTVIJFKAMP - POULE B |
|                                        | SPELER                                 | MP                                     | PP                                     | PROP                                   |
| -------------------------------------- | -------------------------------------- | -------------------------------------- | -------------------------------------- | -------------------------------------- |
| 1                                      | Raymund Swertz                         | 5                                      | 21                                     | 161,67                                 |
| 2                                      | Jos Bongers                            | 4                                      | 17                                     | 100,71                                 |
| 3                                      | Sam van Etten                          | 3                                      | 18                                     | 148,80                                 |
| 4                                      | Gert-Jan Veldhuizen                    | 0                                      | 6                                      | 103,71                                 |
|                                        |                                        |                                        |                                        |                                        |